# 사카로미케스목
효모균목 또는 사카로미케스목(Saccharomycetales)은 자낭균문에 속하는 균류 목의 하나이다. 효모균 등을 포함하고 있다.

## 하위 분류
- 아스코이데아과 (Ascoideaceae)
- 케팔로아스쿠스과 (Cephaloascaceae)
- 홑막사마귀균과 (Debaryomycetaceae)
- 쌍주머니균과 (Dipodascaceae)
- 엔도미케스과 (Endomycetaceae)
- 에레모테쿠스과 (Eremotheciaceae)
- 리포미케스과 (Lipomycetaceae)
- 메치니코프효모균과 (Metschnikowiaceae)
- 피키아과 (Pichiaceae)
- 효모균과 (Saccharomycetaceae)
- 유효모균과 (Saccharomycodaceae)
- 사카로미콥시스과 (Saccharomycopsidaceae)
- 트리코모나스쿠스과 (Trichomonascaceae)
- 분류 불확실(incertae sedis) 속[2]
  - Ascobotryozyma
  - Hyphopichia
  - Kodamaea
  - Nakazawaea
  - Phaffomyces
  - Starmera
  - Starmerella
  - Yamadazyma